# Hazem Nuseibeh
Pour les articles homonymes, voir Nusseibeh.
Hazem Nuseibeh (en arabe : حازم نسيبة), également orthographié Nusseibeh et Nusaybah, né le 6 mai 1922 à Jérusalem (Palestine mandataire) et mort le 10 avril 2022, est un homme politique et diplomate jordanien d'origine palestinienne.
Il est membre de l'ancienne famille Nusaybah (en). Au cours de sa carrière au sein de l'administration jordanienne, il devient notamment ministre des Affaires étrangères, ambassadeur en Égypte et représentant permanent auprès des Nations unies. Il est également considéré comme l'un des idéologues les plus importants du nationalisme arabe.

## Biographie

### Jeunesse
Hazem Zaki Nuseibeh naît en 1922 à Jérusalem en Palestine mandataire. Pour ses études secondaires, il rejoint le Victoria College (en), à Alexandrie, en Égypte entre 1936 et 1940. Il commence ses études universitaires à l'Université américaine de Beyrouth, où il obtient un baccalauréat en sciences politiques en 1943. Par la suite, il retourne à Jérusalem pour étudier le droit entre 1943 et 1948. Pendant ce temps, il devient animateur et rédacteur en chef des nouvelles du Palestine Broadcasting Service, où il rend compte du massacre de Deir Yassin. Ses études l'amènent à l'étranger une fois de plus lorsqu'il part étudier à la Woodrow Wilson School of Public and International Affairs de l'Université de Princeton dans le New Jersey, aux États-Unis. Là, il obtient une maîtrise en affaires publiques en 1952. Au département de politique de Princeton, il obtient une autre maîtrise en 1953 et son doctorat en 1954.

### Carrière diplomatique

#### Ministre
En 1958, Hazem Nuseibeh doit être nommé sous-secrétaire aux Affaires étrangères de la Fédération arabe, une union de la Jordanie et de l'Irak. Cependant, la révolution du 14 juillet renvèrse la famille régnante en Irak plusieurs jours avant sa nomination et le syndicat est dissous. Par la suite, Nuseibeh devient le représentant de la Jordanie au sein de la Commission mixte d'armistice jordano-israélienne. Au cours des années 1950 et 1960, la famille Nusaybah (en) devient plus influente au sein du gouvernement jordanien, car son frère Anwar Nusseibeh (en) est nommé gouverneur et gardien des sanctuaires de Cisjordanie, y compris l'église du Saint-Sépulcre à Jérusalem, et également ministre de la Défense. Hazem Nuseibeh devient  ministre des Affaires étrangères entre janvier 1962 et avril 1963, et occupe de nouveau ce poste en 1965,. En février 1965, le Premier ministre jordanien, Wasfi al-Tal, présente un livre blanc destiné à améliorer les relations entre jordaniens et palestiniens, qui étaient difficiles les dernières années sous le roi Hussein de Jordanie. Le Livre blanc est principalement rédigé par Nuseibeh qui appelle à la création d'un Royaume-Uni de Palestine et de Jordanie. Le plan accorde à la Cisjordanie une autonomie limitée par rapport à l'État de Jordanie et autorise l'élection de palestiniens. Avec ce plan, Nusseibeh espère que les palestiniens de l'État de Jordanie se sentent plus inclus. Le Premier ministre Wasfi al-Tal vote contre le plan car il craint qu'il ne crée plus de frictions entre les palestiniens et les jordaniens. Le plan est également critiqué par le président égyptien Gamal Abdel Nasser, qui souhaite prendre les palestiniens sous son parapluie panarabe. Plus tard, Nuseibeh regrette que son plan blanc ne soit pas mis en œuvre, car il estime que l'Organisation de libération de la Palestine peut gagner en importance parce qu'elle peut se placer comme seule représentante du peuple palestinien. En 1963, Nuseibeh devient ministre de la Cour royale hachémite et conseiller politique de Hussein de Jordanie. Il occupe ensuite le poste de ministre de la Reconstruction et du Développement entre 1967 et 1968.

#### Ambassadeur et représentant permanent
Après ces mandats en tant que ministre, Hazem Nuseibeh devient ambassadeur de Jordanie. Sa première affectation est l'Égypte, où il sert de 1968 à 1971. Il est ensuite nommé ambassadeur en Turquie entre 1971 et 1972. Il quitte le Moyen-Orient pour l'Europe en 1972 pour devenir ambassadeur en Italie, en Suisse et en Autriche, jusqu'en 1974. Nuseibeh change de nouveau de continent lorsqu'il est devient le représentant permanent de la Jordanie auprès des Nations unies à New York, aux États-Unis en 1976. Pendant son mandat de représentant permanent, il se brouille à plusieurs reprises avec le représentant israélien Yehuda Zvi Blum (en). En décembre 1980, Nuseibeh base en partie un discours sur Les Protocoles des Sages de Sion, un canular antisémite prétendant décrire un plan juif de domination mondiale. Pour le discours, il reçoit de sévères critiques de Blum. Au début de 1982, ils se brouillent à propos de la position des palestiniens en Jordanie et en Israël. Blum tient à souligner que les palestiniens ont déjà une maison en Jordanie et qualifie le pays "d'État arabe palestinien de Jordanie", tandis que Nuseibeh répond en appelant Israël "l'entité israélienne". Au cours de la discussion sur l'invasion des Îles Malouines en 1982 au Conseil de sécurité des Nations unies, Nuseibeh assure le représentant argentin, Eduardo Roca (en), que la Jordanie voterait contre le Royaume-Uni. Cependant, après une conversation entre Nuseibeh et le représentant du Royaume-Uni, Anthony Parsons (en), le vote jordanien plus tard penche en faveur du Royaume-Uni dans la résolution 502 du Conseil de sécurité des Nations unies (en). Nuseibeh est président du Conseil de sécurité des Nations unies en octobre 1982 et il prend sa retraite en tant que représentant permanent en 1985.

### Carrière politique et retraite
Après sa retraite du service diplomatique, Hazem Nuseibeh devient membre du Sénat de Jordanie entre 1982 et 1989,. En 1986, il est ministre du gouvernement et est considéré comme un éminent modéré dans la discussion sur les Palestiniens. En 1989, il se retire complètement de la fonction publique. Il enseigne cependant les affaires arabes et internationales à l'Université de Jordanie et au Collège national de guerre.
À l'occasion de son 90e anniversaire le 6 mai 2012, un banquet est organisé par le prince Hassan bin Talal de Jordanie pour les réalisations de Nuseibeh dans la société jordanienne.

### Vie privée
Hazem Nuseibeh est marié à Qadar Masri Nuseibeh et a quatre enfants. Ses fils sont Haitham et Khaled et ses filles sont Laila et Lina.
Au cours de sa jeunesse, il remporte plusieurs tournois nationaux et internationaux de tennis.

## Décorations

### Décorations étrangères
- Malaisie : Commandeur honoraire de l'Ordre du Défenseur du Royaume (1965)[19].

## Publications
- (en) The ideas of Arab nationalism (1954)
- (en) Palestine and the United Nations (1972)
- (en) Jerusalemites : a living memory (2009)